# Astylosternus montanus
Espèce
Statut de conservation UICN

 LC  : Préoccupation mineure
Astylosternus montanus est une espèce d'amphibiens de la famille des Arthroleptidae.

## Répartition
Cette espèce se rencontre de 900 à 1 700 m d'altitude dans la ligne du Cameroun et sur le plateau Adamaoua dans l'Ouest du Cameroun et sur le plateau Obudu dans le Sud-Est du Nigeria.

## Publication originale
- Amiet, 1978 : Les Astylosternus du Cameroun (Amphibia, Anura, Astylosterninae). Annales de la Faculté des Sciences du Cameroun, vol. 23/24, p. 99-227.